# Campeonato Europeo de Remo de 1937
El XXXVII Campeonato Europeo de Remo se celebró en Ámsterdam (Países Bajos) en 1937 bajo la organización de la Federación Internacional de Sociedades de Remo (FISA).
En total se disputaron siete pruebas diferentes, todas ellas en la categoría masculina.

## Medallero
| Núm. | País         | Oro | Plata | Bronce | Total |
| ---- | ------------ | --- | ----- | ------ | ----- |
| 1    | Alemania     | 4   | 1     | 0      | 5     |
| 2    | Italia       | 2   | 1     | 2      | 5     |
| 3    | Suiza        | 1   | 1     | 1      | 3     |
| 4    | Dinamarca    | 0   | 1     | 1      | 2     |
| 4    | Hungría      | 0   | 1     | 1      | 2     |
| 6    | Austria      | 0   | 1     | 0      | 1     |
| 6    | Países Bajos | 0   | 1     | 0      | 1     |
| 8    | Polonia      | 0   | 0     | 2      | 2     |
|      | TOTAL        | 7   | 7     | 7      | 21    |